# Гаряева, Валентина Нимгировна
Валентина Нимгировна Гаряева (род. 8 марта 1939, совхоз Яшкуль, Калмыцкая АССР) — советская и российская певица (меццо-сопрано), Заслуженная артистка РСФСР (29.01.1968), Народная артистка РСФСР (29.06.1979), Почётный гражданин Республики Калмыкия (1994). Герой Калмыкии (2014).

## Биография
Валентина Гаряева родилась в многодетной семье Нимгирова Гари Онкировича и Леджиновой Булгун Харцхаевны. При рождении получила калмыцкое имя Няямн, что означает «восемь», так как родилась восьмого марта, однако была записана Валентиной — это имя ей дала принимавшая роды акушерка. В 1943 году депортирована в Сибирь, в село Сытомино Сургутского района Ханты-Мансийского округа Тюменской области.

## Творчество
Её творческая биография начинается по возвращении калмыцкого народа из Сибири. С 1958 года была солисткой ансамбля песни и танца «Тюльпан». В 1969 году окончила Всесоюзную театральную эстрадную мастерскую.
Валентина Гаряева является мастером исполнения «ут дун». Неизменным украшением на её концертах служат протяжные, старинные, калмыцкие песни. Сегодня в её репертуаре более ста произведений песенного народного творчества самого различного характера. В 1978 году стала дипломантом Всесоюзного и Всероссийского конкурса исполнителей народных песен.
Несмотря на заслуженный успех, певица продолжает учёбу: в 1979 году закончила Элистинское училище искусств, в 1985 году — филологический факультет Калмыцкого университета.
Была депутатом Верховного Совета Калмыцкой АССР 6-го созыва.

## Награды
- В 1962 году удостоена звания «Заслуженная артистка Калмыцкой АССР».
- В 1963 году награждена Почетной грамотой Министерства культуры СССР.
- 29.01.1968 присвоено звание «Заслуженная артистка РСФСР».
- В 1970 году награждена медалью «Найрамдал» — «Дружба народов СССР и МНР»
- В 1971 году награждена медалью «50 лет Монгольской народной революции»
- 1972 год — лауреат Государственной премии Калмыцкой АССР им. О. И. Городовикова.
- 29.06.1979 удостоена звания «Народная артистка РСФСР».
- В 1987 году награждена орденом Дружбы народов
- В 1998 году награждена нагрудным знаком Министерства культуры РФ «За достижения в культуре»[2].
- Народная артистка Калмыцкой АССР (1962)
- В 2014 году была удостоена звания «Герой Калмыкии» за сохранение и развитие национального искусства, значительный вклад в дело процветания Республики Калмыкия[3].
- В 2020 году награждена медалью ордена «За заслуги перед Отечеством» II-ой степени за активную общественную деятельность.